# Deucalion oceanicum
Deucalion oceanicum är en skalbaggsart som beskrevs av Thomas Vernon Wollaston 1854. Deucalion oceanicum ingår i släktet Deucalion och familjen långhorningar.
Artens utbredningsområde är Portugal. Inga underarter finns listade i Catalogue of Life.